# ジェヴォーダンの獣 (2001年の映画)
『ジェヴォーダンの獣』（ジェヴォーダンのけもの、Le pacte des loups）は、2001年のフランスのアクションホラー映画。監督はクリストフ・ガンズ、出演はサミュエル・ル・ビアン、エミリー・ドゥケンヌ、ヴァンサン・カッセル、モニカ・ベルッチなど。
18世紀のフランスに実在したとされる謎の生物「ジェヴォーダンの獣」を基にしたフィクションで、アクションとミステリーが折り重なった映画である。

## ストーリー
18世紀、フランス革命からさかのぼること数十年。フランスは啓蒙思想の広がりとともに時代が旧体制（アンシャン・レジーム）から大きく変わろうとしていた。
舞台は1764年、ルイ15世時代のフランス。ジェヴォーダン地方では女・子供ばかりを狙う謎の獣が出没し、100人以上の犠牲者を出していた。王室博物学者のグレゴワール・ド・フロンサックは獣の正体を突き止めるため、新大陸で出会い義兄弟の契りを交わしたモホーク族のマニを連れ、ジェヴォーダン地方に赴く。
住人たちは獣に恐怖し、貴族たちは手をこまねくだけの中、2人は「ジェヴォーダンの獣」の正体を突き止めようと奮闘するが果たせず、新たにアントワーヌ・ド・ボーテルヌを指揮官とする討伐隊が派遣される。アントワーヌははじめから獣を狼と決めつけただけでなく、殺した狼を「ジェヴォーダンの獣」に仕立て上げるようにフロンサックに命じる。フロンサックは渋々引き受けると、その獣は国王に献上され、アントワーヌは英雄として迎えられる。
フロンサックはジェヴォーダンのことを忘れることを条件に、かねてより希望していたアフリカへの赴任を認められる。マニを連れてアフリカに旅立とうとするが、ジェヴォーダンで親しくなった侯爵家の息子トマが港を訪れ、獣が今も村人たちを襲っているので助けてほしいと頼む。はじめは拒んだフロンサックだったが、ジェヴォーダンで愛し合うようになっていた伯爵令嬢マリアンヌからの手紙を読むと、マニを連れてトマとともジェヴォーダンに戻る。
フロンサックとトマ、マニの3人は獣を追跡するが、トマは負傷し、獣を隠れ家まで追ったマニは無残に殺される。フロンサックは獣を使役する者の存在を確信し国王への報告を考えるが、逮捕され、処刑されることになる。収監されたフロンサックの下をかねてより深い仲となっていた娼婦シルヴィアが面会に訪れる。シルヴィアは一連の事件が国王の権威を失墜させることを目的とした秘密結社が起こしたものであること、ジェヴォーダン地域の有力者や貴族の中にもその構成員が紛れている事を明かし、毒を混ぜた食事でフロンサックを仮死状態にした後、埋葬された棺を掘り返して脱走を手引きする。シルヴィアの素性はローマ教皇の密命を受けて秘密結社を倒すためにイタリアからジェヴォーダンに派遣されたスパイだった。
秘密結社の集会に現れたフロンサックは構成員たちを捕らえるとともに、マリアンヌの兄で獣を操っていたジャン＝フランソワを激しい闘いの末に倒す。首謀者の神父は森に逃れたが、狼たちに殺される。こうして事件は解決し、獣はジャン＝フランソワがアフリカから持ち帰った珍獣を密かに育て厳しく調教したものであることが明らかになる。一方、実兄からの異常な愛情の末に暴行されて死に瀕していたマリアンヌは、かけつけたフロンサックがマニの秘薬を使ったことで息を吹き返す。こうしてフロンサックとマリアンヌはアフリカに旅立ち、船から海にマニの遺灰が撒かれる。
それから数十年後、フランス革命の波はジェヴォーダンにも押し寄せる。年老いて事件の秘密を知る最後の1人となったトマは民衆によって屋敷から退去させられ、秘密結社が守ろうとしていた貴族による権益独占の時代が終わった事が示されて物語は幕を閉じる。

## キャスト
グレゴワール・ド・フロンサック
演 - サミュエル・ル・ビアン、日本語吹替 - 堀内賢雄
主人公。王命を受け派遣された博物学者。
マリアンヌ・ド・モランジアス
演 - エミリー・ドゥケンヌ、日本語吹替 - 岡寛恵
ヒロイン。ジェヴォーダンの伯爵令嬢。
ジャン＝フランソワ・ド・モランジアス
演 - ヴァンサン・カッセル、日本語吹替 - 山路和弘
マリアンヌの兄。右腕を失っている。
シルヴィア
演 - モニカ・ベルッチ、日本語吹替 - 勝生真沙子
イタリアから来た娼婦。
トマ・ダプシェ
演 - ジェレミー・レニエ、日本語吹替 - 宮本充
フロンサックがジェヴォーダンで出会った新たな友人。ダプシェ家の若侯爵。
マニ
演 - マーク・ダカスコス、日本語吹替 - 小山力也
フロンサックと行動を共にするインディアン。
サルディス神父
演 - ジャン＝フランソワ・ステヴナン、日本語吹替 - 稲垣隆史
ジェヴォーダンの神父。
モランジアス伯爵
演 - ジャン・ヤンヌ、日本語吹替 - 宝亀克寿
マリアンヌとジャン＝フランソワの父。
ジュヌヴィエーヴ・ド・モランジアス
演 - エディット・スコブ
マリアンヌとジャン＝フランソワの母。
年老いたトマ・ダプシェ
演 - ジャック・ペラン、日本語吹替 - 岩崎ひろし
数十年後（フランス革命時）のシーンに登場。物語全体の語り手。
ダプシェ侯爵
演 - ハンス・メイヤー、日本語吹替 - 麦人
トマの父。
アントワーヌ・ド・ボーテルヌ
演 - ヨハン・レイゼン
派遣されてきた討伐隊の指揮官。実在の人物。
ジャン・シャストル
演 - フィリップ・ナオン
獣を殺した地元の猟師。

## 史実での「ジェヴォーダンの獣」
ジェヴォーダンの獣（あるいはジェヴォーダンの野獣）は、史実では、1764年から1767年にかけてラングドック＝ルシヨン地方のジェヴォーダン（現 ロゼール県）に出没した。
この獣は1764年の6月、農作業中の少女に目撃されて以来、16歳以下の男性を39人、女性79人、性別不明12人を殺害したとされている（成人男性の犠牲者は報告されていない）。目撃者たちの証言によると、牛ほどの大きさで俊敏に動き、全身が剛毛で覆われた狼のような外観で、鋭い鉤爪とライオンのような尾を持ち、口からは大きくはみ出た牙があり、面立ちはグレイハウンド犬のようであったとされる。
ルイ15世は何度か討伐隊を派遣し、1765年に派遣されたアントワーヌ・ド・ボーテルヌが1頭の狼を仕留め、これこそがジェヴォーダンの獣とされたものの、その後も殺戮は止まなかった。
1767年6月19日、ジャン・シャステルという地元の猟師がジェヴォーダンの獣を射殺し、事件は収束したとされる。
しかし複雑な時代を背景に起きたこの怪事件の真相は未だに謎のままである。

## 作品の評価
アロシネによれば、フランスの24のメディアによる評価の平均点は5点満点中3.5点となっている。
Rotten Tomatoesによれば、批評家の一致した見解は「『ジェヴォーダンの獣』は様々なジャンルがあまり論理的ではない形で混在しているが、最終的な結果としては非常に面白いものになっている。」であり、120件の評論のうち高評価は73%にあたる87件で、平均点は10点満点中6.3点となっている。
Metacriticによれば、33件の評論のうち、高評価は20件、賛否混在は8件、低評価は5件で、平均点は100点満点中57点となっている。